# Kergalli, Mysore
Kergalli là một làng thuộc tehsil Mysore, huyện Mysore, bang Karnataka, Ấn Độ.